# Lisa Brennauer
Lisa Brennauer (Kempten, 8 giugno 1988) è un'ex ciclista su strada e pistard tedesca, attiva tra le Elite UCI dal 2009 al 2022.
Passista, su strada ha vinto il titolo mondiale 2014 a cronometro e, nello stesso anno, la medaglia d'argento iridata in linea; si è inoltre aggiudicata quattro titoli mondiali tra cronometro a squadre e staffetta mista, e importanti corse a tappe come il Women's Tour (2015), lo Holland Tour (2015), il Thüringen Tour (2017, 2018) e la Madrid Challenge by La Vuelta (2019, 2020). Su pista ha invece vinto, nella specialità dell'inseguimento a squadre, il titolo olimpico 2020, il titolo mondiale 2021 e i titoli europei 2021 e 2022; ha fatto inoltre suoi, nell'inseguimento individuale, un titolo mondiale (2021) e due titoli europei (2018, 2021).

## Palmarès

### Strada
- 2005 (Juniores)

Campionati del mondo, Prova a cronometro Juniores
- 2009 (Equipe Nürnberger Versicherung, due vittorie)

3ª tappa Albstadt Etappenrennen
- 2013 (Team Specialized-Lululemon, due vittorie)

5ª tappa Tour du Languedoc-Roussillon (Trèbes > Laure-Minervois, cronometro)
Campionati tedeschi, Prova a cronometro
- 2014 (Specialized-Lululemon, dieci vittorie)

Ronde van Overijssel
1ª tappa Auensteiner-Radsporttage (Ilsfeld > Ilsfeld, cronometro)
2ª tappa Auensteiner-Radsporttage (Auenstein > Auenstein)
Classifica generale Auensteiner-Radsporttage
Campionati tedeschi, Prova a cronometro
Campionati tedeschi, Prova in linea
Prologo Thüringen Rundfahrt (Gotha > Gotha, cronometro)
3ª tappa Thüringen Rundfahrt (Gera > Gera, cronometro)
2ª tappa Holland Tour (Tiel > Tiel)
Campionati del mondo, Prova a cronometro (con la Nazionale tedesca)
- 2015 (Velocio-SRAM, nove vittorie)

Classifica generale Energiewacht Tour
3ª tappa Gracia-Orlová (Havířov > Havířov, cronometro)
4ª tappa Women's Tour (Waltham Cross > Stevenage)
Classifica generale Women's Tour
1ª tappa Thüringen Rundfahrt (Gotha > Gotha, cronometro)
3ª tappa Thüringen Rundfahrt (Schmölln > Schmölln, cronometro)
4ª tappa Holland Tour (Oosterhout > Oosterhout, cronometro)
5ª tappa Holland Tour (Gennep > Gennep)
Classifica generale Holland Tour
- 2016 (Canyon-SRAM Racing, due vittorie)

2ª tappa Auensteiner-Radsporttage (Ilsfeld > Auenstein)
5ª tappa Holland Tour (Tiel > Tiel)
- 2017 (Canyon-SRAM Racing, quattro vittorie)

3ª tappa Healthy Ageing Tour (Musselkanaal > Stadskanaal)
Prologo Thüringen Rundfahrt (Gera > Gera, cronometro)
Classifica generale Thüringen Rundfahrt
4ª tappa Holland Tour (Gennep > Weert)
- 2018 (Wiggle High5, tre vittorie)

4ª tappa Thüringen Tour (Gera > Gera)
Classifica generale Thüringen Tour
Campionati tedeschi, Prova a cronometro
- 2019 (WNT-Rotor, sei vittorie)

4ª tappa, 2ª semitappa Healthy Ageing Tour (Wolvega > Heerenveen)
2ª tappa Festival Elsy Jacobs (Garnich > Garnich)
Classifica generale Festival Elsy Jacobs
Campionati tedeschi, Prova in linea
1ª tappa Madrid Challenge by La Vuelta (Boadilla del Monte > Boadilla del Monte, cronometro)
Classifica generale Madrid Challenge by La Vuelta
- 2020 (Ceratizit-WNT, tre vittorie)

Campionati tedeschi, Prova in linea
2ª tappa Madrid Challenge by La Vuelta (Boadilla del Monte > Boadilla del Monte, cronometro)
Classifica generale Madrid Challenge by La Vuelta
- 2021 (Ceratizit-WNT, due vittorie)

Campionati tedeschi, Prova a cronometro
Campionati tedeschi, Prova in linea
- 2022 (Ceratizit-WNT, una vittoria)

Campionati tedeschi, Prova a cronometro

#### Altri successi
- 2013 (Team Specialized-Lululemon)

Open de Suède Vargarda TTT (cronosquadre)
1ª tappa Belgium Tour (Warquignies > Angreau, cronosquadre)
2ª tappa Holland Tour (Coevorden, cronosquadre)
Campionati del mondo, Cronometro a squadre
- 2014 (Team Specialized-Lululemon)

3ª tappa, 2ª semitappa Energiewacht Tour (Midwolda, cronosquadre)
Grote Prijs Leende
Open de Suède Vargarda TTT (cronosquadre)
Classifica a punti Holland Tour
Campionati del mondo, Cronometro a squadre
- 2015 (Velocio-SRAM)

2ª tappa, 2ª semitappa Energiewacht Tour (De Onlanden, cronosquadre)
Classifica a punti Women's Tour
Campionati del mondo, Cronometro a squadre
- 2016 (Canyon-SRAM Racing)

Classifica a punti Energiewacht Tour
- 2017 (Canyon-SRAM Racing)

Classifica a punti Holland Tour
- 2019 (WNT-Rotor)

Classifica a punti Festival Elsy Jacobs
- 2020 (Ceratizit-WNT)

Campionati europei, Staffetta mista (con la Nazionale tedesca)
Classifica a punti Madrid Challenge by La Vuelta
- 2021 (Ceratizit-WNT)

Campionati del mondo, Staffetta mista (con la Nazionale tedesca)

### Pista
- 2011

Campionati tedeschi, Omnium
- 2013

Campionati tedeschi, Inseguimento individuale
- 2018

Campionati tedeschi, Inseguimento individuale
Campionati europei, Inseguimento individuale
- 2021

Giochi olimpici, Inseguimento a squadre (con Franziska Brauße, Lisa Klein e Mieke Kröger)
Campionati europei, Inseguimento a squadre (con Franziska Brauße, Mieke Kröger, Laura Süßemilch e Lena Charlotte Reißner)
Campionati europei, Inseguimento individuale
Campionati del mondo, Inseguimento a squadre (con Franziska Brauße, Mieke Kröger e Laura Süßemilch)
Campionati del mondo, Inseguimento individuale
- 2022

Campionati tedeschi, Inseguimento individuale
Campionati europei, Inseguimento a squadre (con Franziska Brauße, Lisa Klein e Mieke Kröger)

## Piazzamenti

### Grandi Giri
- Giro d'Italia

2012: 59ª
2020: 45ª
2021: 19ª
- Tour de France

2022: 58ª

### Competizioni mondiali

#### Strada
- Campionati del mondo su strada

Salisburgo 2005 - Cronometro Juniores: vincitrice
Spa-Francorchamps 2006 - Cronometro Juniores: 8º
Spa-Francorchamps 2006 - In linea Juniores: 39ª
Copenaghen 2011 - In linea Elite: 91ª
Toscana 2013 - Cronosquadre: vincitrice
Toscana 2013 - Cronometro Elite: 11ª
Toscana 2013 - In linea Elite: ritirata
Ponferrada 2014 - Cronosquadre: vincitrice
Ponferrada 2014 - Cronometro Elite: vincitrice
Ponferrada 2014 - In linea Elite: 2ª
Richmond 2015 - Cronosquadre: vincitrice
Richmond 2015 - Cronometro Elite: 3ª
Richmond 2015 - In linea Elite: 30ª
Doha 2016 - Cronosquadre: 2ª
Doha 2016 - Cronometro Elite: 6ª
Doha 2016 - In linea Elite: 12ª
Bergen 2017 - Cronosquadre: 4ª
Bergen 2017 - Cronometro Elite: 12ª
Bergen 2017 - In linea Elite: 43ª
Innsbruck 2018 - Cronosquadre: 4ª
Innsbruck 2018 - Cronometro Elite: 14ª
Innsbruck 2018 - In linea Elite: ritirata
Yorkshire 2019 - Staffetta mista: 2ª
Yorkshire 2019 - Cronometro Elite: 10ª
Yorkshire 2019 - In linea Elite: 9ª
Imola 2020 - Cronometro Elite: 4ª
Imola 2020 - In linea Elite: 9ª
Fiandre 2021 - Cronometro Elite: 5ª
Fiandre 2021 - Staffetta mista: vincitrice
Fiandre 2021 - In linea Elite: 9ª
- UCI World Tour

2016: 25ª
2017: 17ª
2018: 29ª
2019: 22ª
2020: 3ª
2021: 14ª
- Giochi olimpici

Rio de Janeiro 2016 - In linea: 19ª
Rio de Janeiro 2016 - Cronometro: 8ª
Tokyo 2020 - In linea: 6ª
Tokyo 2020 - Cronometro: 6ª

#### Pista
- Campionati del mondo su pista

Ballerup 2010 - Inseg. a squadre: 7ª
Apeldoorn 2011 - Inseg. a squadre: 7ª
Apeldoorn 2011 - Omnium: 14ª
Melbourne 2012 - Inseg. a squadre: 8ª
Melbourne 2012 - Omnium: 11ª
Minsk 2013 - Inseg. a squadre: 6ª
Minsk 2013 - Inseg. individuale: 6ª
Minsk 2013 - Omnium: 7ª
Apeldoorn 2018 - Inseg. a squadre: 5ª
Apeldoorn 2018 - Inseg. individuale: 4ª
Pruszków 2019 - Inseg. a squadre: 6ª
Pruszków 2019 - Inseg. individuale: 2ª
Berlino 2020 - Inseg. a squadre: 3ª
Berlino 2020 - Inseg. individuale: 2ª
Roubaix 2021 - Inseg. a squadre: vincitrice
Roubaix 2021 - Inseg. individuale: vincitrice
- Giochi olimpici

Londra 2012 - Inseg. a squadre: 8ª
Tokyo 2020 - Inseg. a squadre: vincitrice

### Competizioni europee
- Campionati europei su strada

Stresa 2008 - Cronometro Under-23: 9ª
Stresa 2008 - In linea Under-23: 4ª
Hooglede 2009 - Cronometro Under-23: 17ª
Hooglede 2009 - In linea Under-23: 39ª
Ankara 2010 - Cronometro Under-23: 14ª
Glasgow 2018 - In linea Elite: 3ª
Glasgow 2018 - Cronometro Elite: 14ª
Alkmaar 2019 - Staffetta mista: 2ª
Alkmaar 2019 - In linea Elite: 7ª
Plouay 2020 - Cronometro Elite: 4ª
Plouay 2020 - In linea Elite: 6ª
Plouay 2020 - Staffetta mista: vincitrice
Trento 2021 - Cronometro Elite: 3ª
Trento 2021 - In linea Elite: 11ª
Monaco di Baviera 2022 - Cronometro Elite: 12ª
Monaco di Baviera 2022 - In linea Elite: 4ª
- Campionati europei su pista

Pruszków 2008 - Inseg. individuale Under-23: 9ª
Minsk 2009 - Inseg. a squadre Under-23: 3ª
Minsk 2009 - Inseg. individuale Under-23: 6ª
Pruszków 2010 - Inseg. a squadre: 3ª
Apeldoorn 2011 - Inseg. a squadre: 2ª
Apeldoorn 2011 - Omnium: 9ª
Berlino 2017 - Inseg. a squadre: 8ª
Glasgow 2018 - Inseg. a squadre: 3ª
Glasgow 2018 - Inseg. individuale: vincitrice
Apeldoorn 2019 - Inseg. a squadre: 2ª
Apeldoorn 2019 - Inseg. individuale: 2ª
Grenchen 2021 - Inseg. a squadre: vincitrice
Grenchen 2021 - Inseg. individuale: vincitrice
Monaco di Baviera 2022 - Inseguimento a squadre: vincitrice
Monaco di Baviera 2022 - Inseguimento individuale: 2ª